# Hop, Bergen

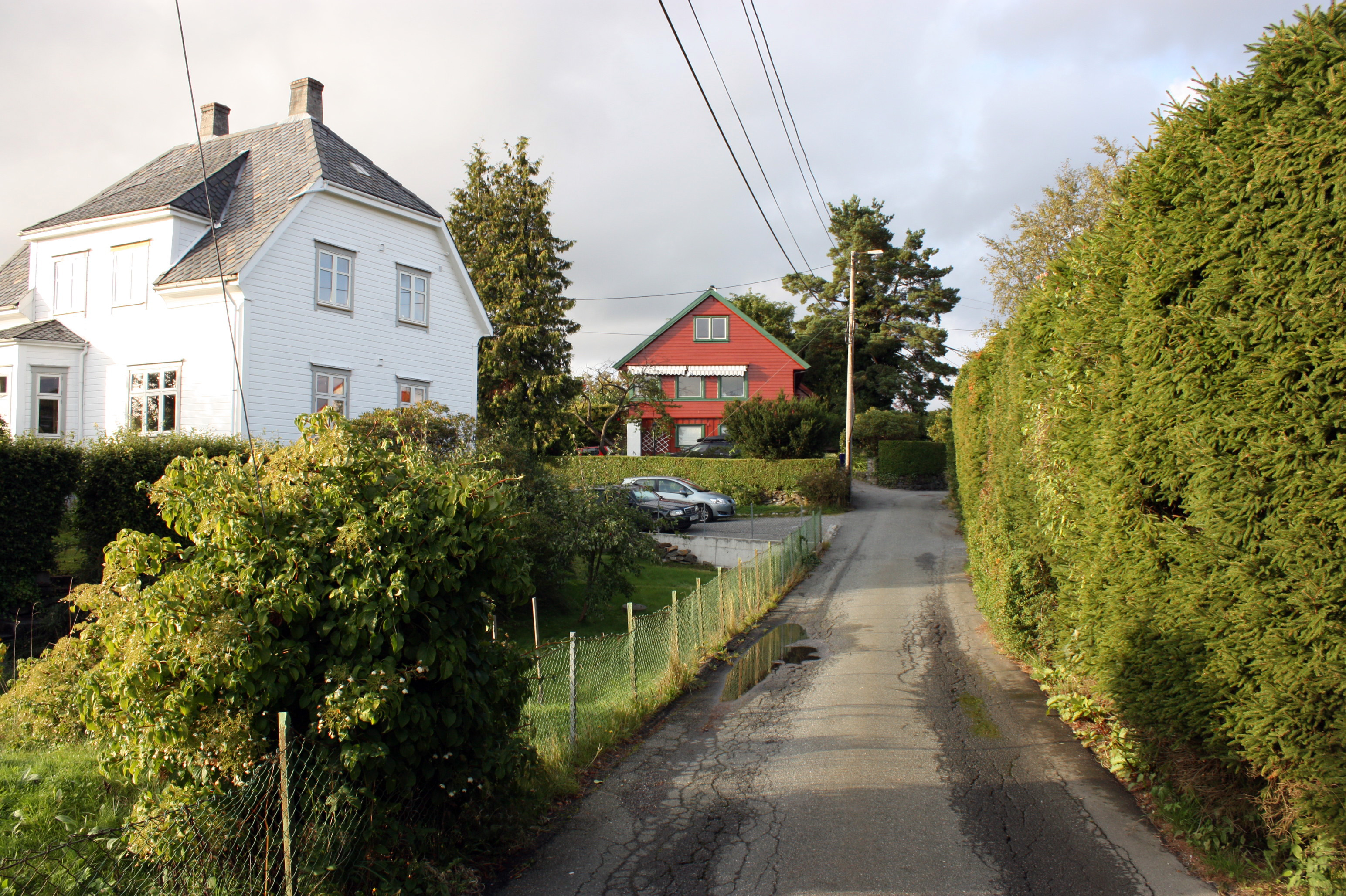
Vestre Hopsvegen i Hop.

Hop är ett villaområde i stadsdelen Fana i Bergens kommun i Hordaland, Norge, öster om Nordåsvatnet och cirka åtta kilometer söder om stadskärnan. Här ligger bland annat Edvard Griegs hem Troldhaugen, en av turister välbesökt plats. På Wernersholm i Hop skrev Bjørnstjerne Bjørnson år 1859 "Ja, vi elsker dette landet".
Namnet kommer från fornnordiskans hópr, 'bukt, vik'.